# جامعة درنة
جامعة درنة (بالإنجليزية University of Derna)، جامعة ليبية حكومية، بدأت الجامعة كفرع من جامعة عمر المختار سنة 1991 بثلاث كليات وهي: كلية الاقتصاد، كلية الفنون والعمارة وكلية التقنية الطبية.في عام 1994 تأسست الجامعة تحت اسم (جامعة درنة) وأصبحت جامعة مستقلة إداريا وماليا.

## قرارت تأسيس ودمج وفصل الجامعة
- سنة 1994 تأسست جامعة درنة بموجب قرار أمين اللجنة الشعبية العامة رقم (858) لسنة 1994 لتضم الكليات الموجودة بمدينتي درنة وطبرق.
- سنة 1999 أصدر أمين اللجنة الشعبية العامة القرار رقم 281 لسنة 1999 بشأن إعادة تنظيم الجامعات لتعود جامعة درنة لتصبح جزء من جامعة عمر المختار.
- سنة 2000 أصدر أمين اللجنة الشعبية العامة القرار رقم 308 لسنة 2000 والقاضي بإنشاء جامعة درنة لتعود جامعة مستقلة مرة أخرى.
- سنة 2005 أصدر أمين اللجنة الشعبية العامة بشأن إعادة تنظيم الجامعات والقاضي بدمج جامعة درنة مع جامعة عمر المختار.
- سنة 2021 أصدر وزير التعليم العالي والبحث العلمي رقم 207 لسنة 2021 بشأن فصل فرعي درنة والقبة عن جامعة عمر المختار وتسميتهما جامعة درنة. [1]

## كليات الجامعة
تتوزع كليات الجامعة بين مدينتي درنة والقبة وتضم الكليات التالية: 
- ·        كلية العلوم.
- ·        كلية الطب.
- ·        كلية الموارد الطبيعية.
- ·        كلية القانون.
- ·        كلية الآداب.
- ·        كلية الصيدلة.
- ·        كلية الاقتصاد.
- ·        كلية الهندسة.
- ·        كلية الفنون والعمارة.
- ·        كلية التربية.

## روابط خارجية
- الموقع الرسمي لجامعة درنة